# GNU Visual Debugger
GNU Visual Debugger (GVD) – wizualny debugger. Jest jednym z nielicznych wolno dostępnych programów napisanych w Adzie.
Korzysta z biblioteki graficznej GTK+ za pośrednictwem otoczki (ang. wrapper) GtkAda. Jest dostępny na wiele systemów z rodziny Unix (m.in. Linux, Solaris, Tru64, HP-UX, IRIX, AIX) oraz na Windowsa NT.
GVD jest tylko front-endem, ma możliwości używania wielu back-endów jednocześnie, może np. debugować kilka programów leżących na różnych hostach naraz. Aktualnie obsługuje programy napisane w językach Ada, C oraz C++.
Obsługuje kilka back-endów, m.in. GDB oraz natywne debuggery różnych systemów z rodziny Unix.
Dane techniczne:
- pakiet Debiana – gvd
- najnowsza stabilna wersja (na maj 2002) – 1.2.5